# Becklingen

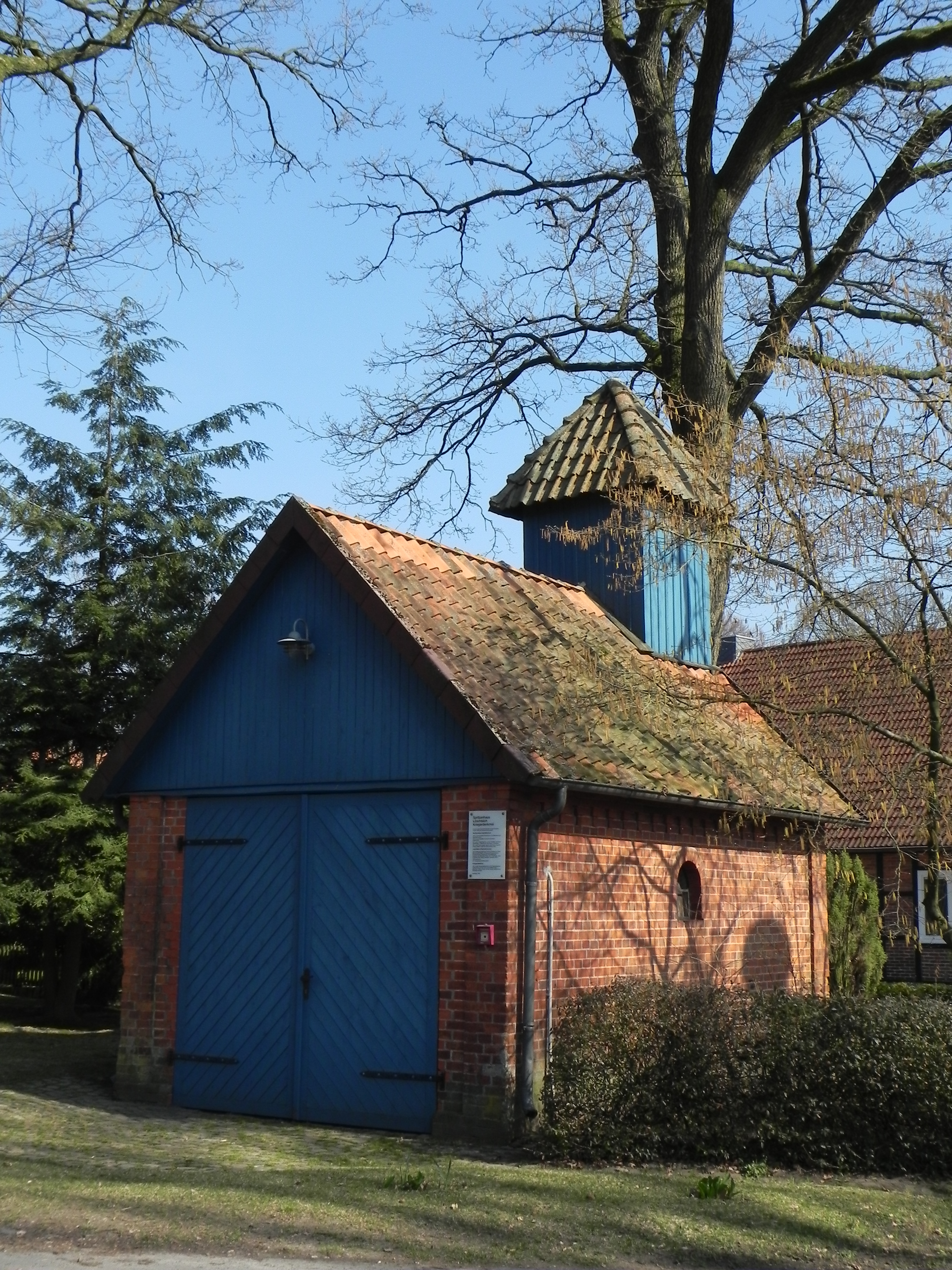
Ehemaliges Spritzenhaus (Sprüttenhus), 1907 erbaut, seit 1981 außer Dienst, 1992 unter Denkmalschutz gestellt

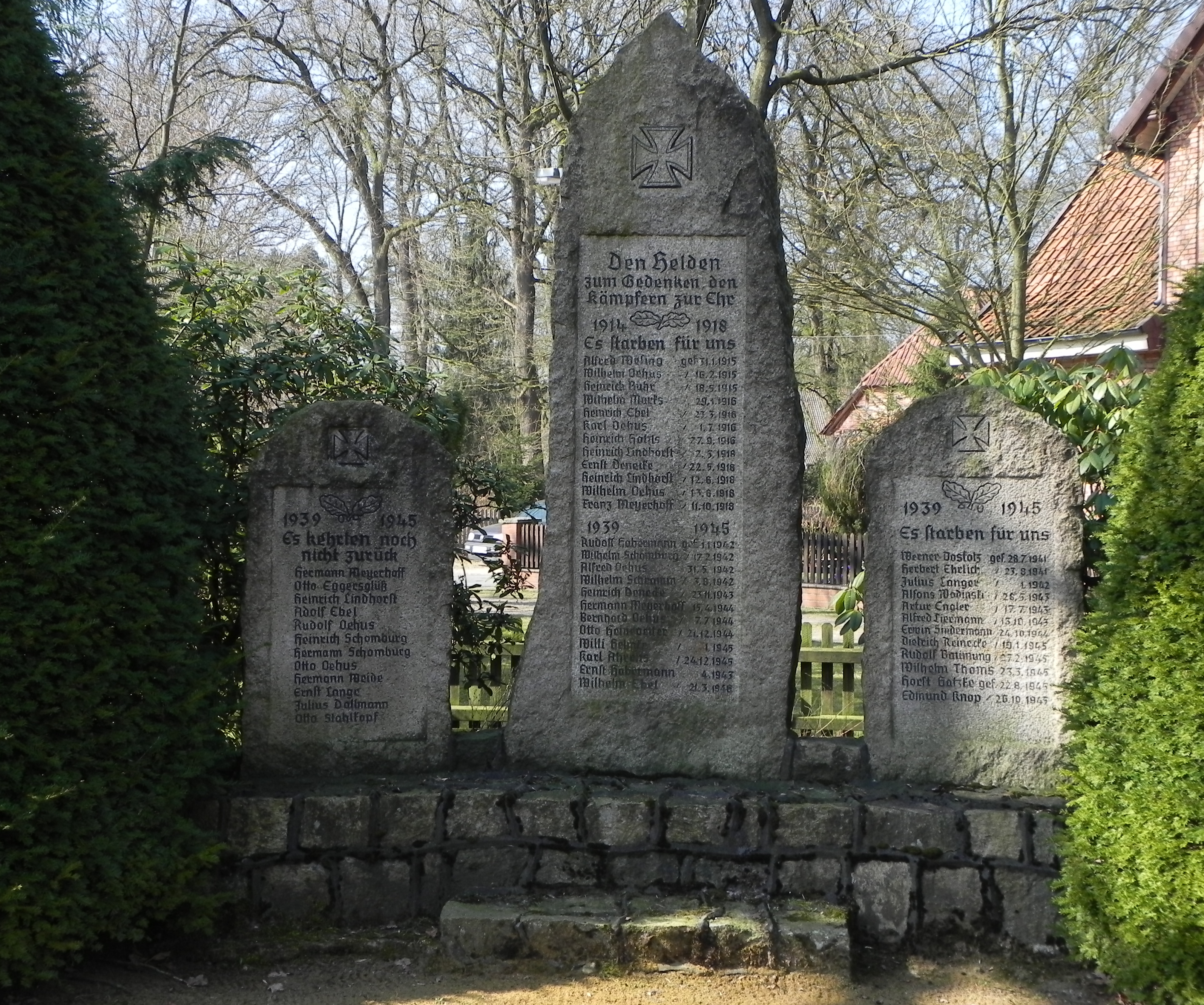
Kriegerdenkmal für die Gefallenen des Ersten und Zweiten Weltkrieges

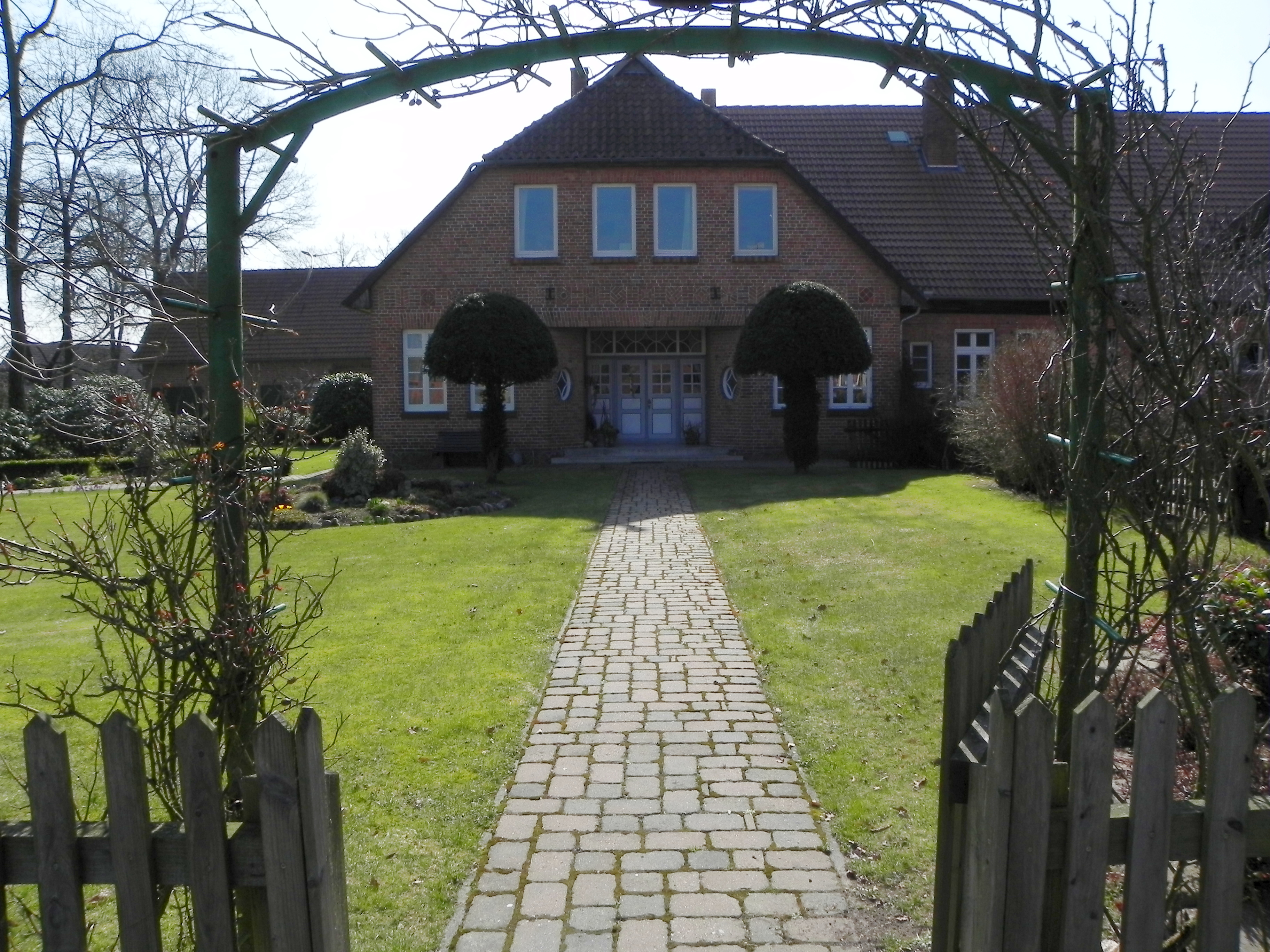
Bauernhaus – links im Anbau befindet sich das Waldarbeiter-Museum

Becklingen ist eine Ortschaft der niedersächsischen Stadt Bergen im nördlichen Landkreis Celle in der Lüneburger Heide.

## Landschaft
Becklingen liegt etwa 7 km nördlich von Bergen an der Bundesstraße 3 und hat 345 Einwohner (Stand: 31. Dezember 2022). Das Dorf gliedert sich in die Ortsteile Becklingen, Oehus und Tannensieksberg.
Der Ort liegt eingebettet in einer Landschaft, die in 5 km Entfernung zwei verschiedene Gesichter zeigt: östlich liegt das frei zugängliche Naturschutzgebiet Großes Moor bei Becklingen und westlich das im Truppenübungsplatz Bergen gelegene, nicht öffentlich zugängliche "Becklinger Holz", welches in seiner höchsten Erhebung, dem Falkenberg (Lüneburger Heide), 150 m aufweist.
In der Gemarkung von Becklingen befinden sich zahlreiche Hügelgräber, die größte Gruppe mit sechzehn Gräbern auf dem Kattenberg im Großen Moor – eine weitere Gruppe mit neun Gräbern auf dem Tannensieksberg und eine zusammenhängende Gruppe von vierzehn Gräbern an der alten Heerstraße beim ehemaligen Gertrudenhof. In diesen Gräbern sind mehrere bronzezeitliche Halskragen gefunden worden.

## Geschichte
Becklingen wurde urkundlich erstmals 1231 unter dem Namen Bekelinge erwähnt. Der einstellige Hof Oehus wurde 1258 erstmals urkundlich erwähnt.
Seit dem 14. Jahrhundert ist als unterste Verwaltungs- und Gerichtsinstanz die Amtsvogtey Bergen belegt, der ein herzoglicher Vogt vorstand. Die ausschließlich die Ortschaft Becklingen betreffenden Belange wurden von der Realgemeinde, d. h. den Besitzern der an der Allmende berechtigten Höfen, beraten und entschieden. Eine grundlegende Änderung brachten die politischen Reformen des 19. Jahrhunderts, infolgedessen die politische Gemeinde Becklingen entstand. Die Mitbestimmung der dörflichen Angelegenheiten war nun nicht mehr von den Besitzverhältnissen abhängig, jeder männliche Dorfbewohner über 25 Jahren besaß nun das Stimmrecht.
1438 hat Becklingen 6 Höfe, 1563 waren es 8 Höfe, und 1587 gab es in Becklingen neun Bauernhöfe. Diese Höfe blieben bis Mitte des 19. Jahrhunderts Kern des Ortes. Erst dann begann eine allmähliche Bebauung, denn das 19. Jahrhundert war von umfangreichen Agrarreformen geprägt. Grundlegend für die weiteren Reformen waren die zu Beginn des 19. Jahrhunderts durchgeführte Generalteilung, durch die die Dörfer feste Grenzen erhielten und jedes Stück Land einer Gemeinde zugehörig war. Der Umfang der den einzelnen Dörfern zugeteilten Flächen richtete sich nach den in der Vergangenheit in Anspruch genommenen Weiderechten. Dem folgten in den Jahren 1838 bis 1858 die Gemeinheitsteilungen. Die Allmende, d. h. die bis dato gemeinschaftlich genutzte Flächen, wurde nun den einzelnen Höfen als freies Eigentum übertragen, abhängig von den jeweiligen bestehenden Nutzungsrechten an der Allmende.
Der erste Handwerker im Ort ist 1881 vermerkt.
Auf Grundlage der Ablösungsverordnung für das Königreich Hannover aus dem Jahr 1833 erfolgte die Ablösung der auf den Höfen ruhenden Verpflichtungen der Grundherrschaft gegenüber. Die nach dem so genannten Meierrecht vergebenen Höfe waren zu zahlreichen Dienstleistungen und Geldzahlungen verpflichtet, die nun gegen Zahlung einer Summe die dem 25-fachen der bisherigen jährlichen Verpflichtung entsprach, aufgehoben wurden. Die Höfe gingen damit als freies Eigentum in den Besitz der Bauern über.
Einschneidend für Becklingen war 1935/36 die Einrichtung des Truppenübungsplatzes Bergen-Hohne. Die Gemeinde musste 71 % ihrer Fläche (=1200 ha) abgeben, zwanzig Einwohner wurden umgesiedelt. Landwirtschaftliche Betriebe verloren Äcker, Forsten und Ödlandflächen. Nach 1945 erhöhte sich die Einwohnerzahl durch Zuzug von Flüchtlingen auf über 500.
Seit der Eingemeindung am 1. Februar 1971 im Zuge der Gebietsreform in Niedersachsen ist Becklingen eine Ortschaft der Stadt Bergen.

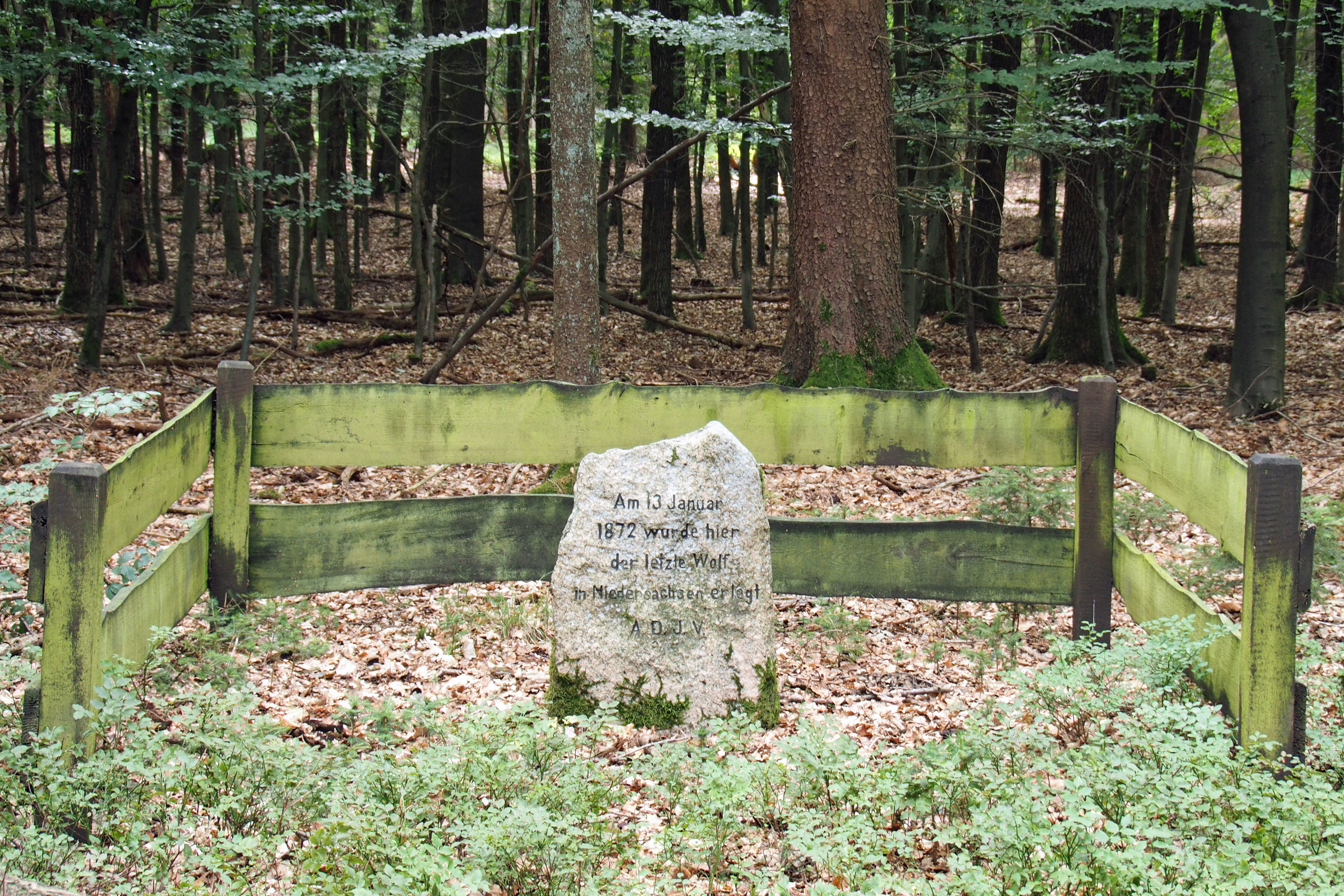
Wolfsstein im Becklinger Holz

Zwei örtliche Ereignisse sind geschichtlich gesehen eng mit Becklingen verknüpft:
Westlich von Becklingen, in dem Forst „Becklinger Holz“, der heute auf dem Truppenübungsplatz Bergen liegt, wurde am 13. Januar 1872 der seinerzeit letzte Wolf in Niedersachsen gesehen und geschossen. Schütze war der Förster H. Grünewald aus Wardböhmen, ehemals ein Leibjäger von König Georg V. von Hannover, dem letzten König von Hannover.
Aufsehen erregte 1931 ein Münzfund, den der Hofbesitzer Habermann beim Pflügen seines Neulandes vor dem Becklinger Holz machte. Vierzig Zentimeter in der Erde fand er einen prall gefüllten Topf mit 23 Gold- und ca. 1700 Silbermünzen aus der Zeit von 1370–1472.

## Einwohnerentwicklung
Die folgende Tabelle zeigt die Einwohnerentwicklung von Becklingen. Anzumerken ist, dass der sprunghafte Anstieg der Einwohnerzahlen nach dem Zweiten Weltkrieg im Wesentlichen durch den Zuzug Vertriebener bedingt ist.
| Jahr | Einwohner |  | Jahr | Einwohner |  | Jahr | Einwohner |
| ---- | --------- |  | ---- | --------- |  | ---- | --------- |
| 1820 | 106       |  | 1939 | 231       |  | 1970 | 349       |
| 1848 | 180       |  | 1945 | ca. 500   |  | 2000 | 382       |
| 1925 | 234       |  | 1961 | 305       |  | 2015 | 362       |

## Politik

### Ortsrat
Vertreten wird Becklingen durch den Ortsrat und den Ortsbürgermeister. Der Ortsrat hat u. a. Entscheidungskompetenzen für die in der Ortschaft gelegenen öffentlichen Einrichtungen, ist zuständig für die Förderung der Ortsbildpflege und des Vereinslebens und muss von der Stadt Bergen bei allen die Ortschaft betreffenden Belangen gehört werden.
Der Ortsrat setzt sich aus fünf gewählten Vertretern, den aus Becklingen stammenden Mitgliedern des Gemeinderates Bergen sowie dem Bürgermeister der Stadt Bergen zusammen.
Bei der Kommunalwahl 2021 ergab sich folgende Sitzverteilung:
- Dorfliste Becklingen: 5 Sitze

### Ortsbürgermeister
Der Ortsrat wählt den Ortsbürgermeister, Amtsinhaber ist seit 2016 Dirk Ebel.

## Kultur und Sehenswürdigkeiten
- Becklingen gehört zum niederdeutschen Sprachraum und zur ostfälischen Dialektgruppe, gesprochen wird hier das sog. Heideostfälisch. Dieses ist nicht zu verwechseln mit dem Heidjer Platt des Nordniedersächsischen (nördliche Lüneburger Heide), welches nördlich der Landkreise Celle und Uelzen gesprochen wird. Becklingen liegt genau an der Sprachgrenze beider Dialekte. Es unterscheidet sich von diesem, insb. durch die Verwendung von "mik" und "dik" statt "mi" und "di". Seit dem Ende des Zweiten Weltkrieges hat sich allerdings die hochdeutsche Sprache weitgehend durchgesetzt und das Niederdeutsche verdrängt. Insbesondere unter den älteren Dorfbewohnern spielt Plattdeutsch als Umgangssprache jedoch nach wie vor eine große Rolle.
- In der Dorfmitte befindet sich ein um 1900 errichtetes Spritzenhaus, das heute als Baudenkmal geführt wird. Daneben, eingebettet unter Eichen, steht das Gefallenendenkmal, auch Kriegerdenkmal genannt, das 48 Namen Becklinger Kriegstoter aus dem I. und II. Weltkrieg aufweist.
- Rund 200 m weiter findet man auf dem Bargmannshof (Nr. 8) ein über 200 Jahre altes Backhaus, was durch den ehemaligen Bürgermeister Günther Ebel vor dem Verkauf gerettet und unter Gründung eines Vereins wieder zu Leben erweckt wurde. Hier findet jährlich im August ein großer Backtag statt.
- Etwa 2 km nördlich, an der B3 gelegen, befindet sich die 1951 angelegte Kriegsgräberstätte Becklingen War Cemetery.[14]

## Örtliche Vereine
- Schützenverein Becklingen e. V.: Nach dem Ersten Weltkrieg waren im Raum Bergen über 50 neu gegründete Clubs und Vereine. Eine dieser Gründungen war der "Klub Waldesgrün" in Becklingen vom 3. Aug. 1919, der eine Lebensdauer von 2 ½ Jahren hatte. Am 23. Mai 1922 entschieden sich dann die Mitglieder des Clubs "Waldesgrün" diesen aufzulösen und einen Schützenverein zu gründen. 24 Männer aus Becklingen trafen sich im Gasthaus "Zum Becklinger Holz" und gründeten den Schützenverein. Zu diesem Zeitpunkt hatte Becklingen 220 Einwohner, die Siedlung am Bahnhof bestand noch nicht, außer ein paar Häusern an der Bahn. Der Schützenverein hat eine aktuelle Mitgliederzahl von 165 Schützen inkl. der Jugendabteilung.[15]
- Freiwillige Feuerwehr Becklingen: Sie wurde mit 20 Männern 1934 gegründet und ging aus der Pflichtwehr von 1907 hervor. Ende 2006 lag die Mitgliederzahl bei 57 aktiven Feuerwehrmännern, 16 in der Altersabteilung und 18 Fördernden Mitgliedern.
- Jugendgruppe Becklingen: Eine Vereinigung von Jugendlichen aus Becklingen und teilweise anderen Orten, die sich erstmals 1951 zur Einweihung des Kriegerdenkmals als Gesangsgruppe zusammenfand und 1968 offiziell gegründet wurde. Aufnahmeberechtigt sind Jugendliche mit Erreichen des 15. Lebensjahres, die Mitgliederzahl variiert um die 50.
- Bekler Speeldeel: Die Laienspielgruppe wurde 1976 aus 33 ehemaligen Mitgliedern der Landjugend und Theater interessierten gegründet. Sie setzt sich für die Erhaltung, Pflege und Förderung der plattdeutschen Sprache, Kunst, Kultur und Brauchtum ein. Theaterstücke werden in plattdeutscher Sprache eingeübt und in verschiedenen Theatern der Region aufgeführt.
- Bekler Backhus Verein: Nach der Restaurierung eines alten Backhauses fand 1996 der erste Backtag mit über 600 Gästen und Besuchern statt. Am 21. Mai 1999 wurde dann der "Bekler Backhus Verein" gegründet, dem aktuell 115 Erwachsene und 3 jugendliche Mitglieder angehören.[16] Der Verein ist Bewirtschafter des bäuerlichen Backhauses und hat sich dem Erhalt und der Tradition des dörflichen Brotbackens angenommen.
- Waldarbeitmuseum: Der Förderverein Waldarbeit-Museum Becklinger Holz wurde am 20. Januar 2006 gegründet. Das Museumsgebäude befindet sich in der Dorfmitte auf dem Hof Oehus und wurde im Frühsommer 2007 eröffnet. Es ist eins von drei bundesweiten Waldarbeitmuseen (Latrop und Elmstein).
- Becklinger Dieselfreunde: Ein loser Zusammenschluss von Oldtimer-Traktoren Freunden, die bei Veranstaltungen rund um Becklingen ihre Jahrzehnte alten restaurierten Traktoren ausstellen.

## Baudenkmäler
- Baudenkmale in Becklingen

## Wirtschaft und Infrastruktur
Die örtliche Wirtschaft besteht aus der (rückläufigen) Land- und Viehwirtschaft, in geringerem Maße aus Gastronomie, Fremdenverkehr, Handel, Handwerk und Gewerbe. Weitere Arbeitsplätze gibt es auf dem nahegelegenen Truppenübungsplatz, in Bergen oder für Pendler im weiteren Umkreis.
- Straße: Becklingen liegt an der B3 zwischen Bergen und Soltau und etwa 10 km südlich der BAB A7, Anschlussstelle Soltau-Süd.
- Bus: Becklingen wird regelmäßig vom Cebus angefahren,  Linie 160 (Bergen–Nindorf–Bleckmar–Becklingen). Es existieren vier Haltestellen am Bahnhof, Oehus, Gertrudenhof und Dorfmitte, die in dieser Reihenfolge angefahren werden.[17]
- Bahn: Der Haltepunkt Becklingen liegt an der Bahnstrecke Celle–Soltau. Die Strecke wird für den Güterverkehr genutzt, Personenverkehr findet nicht statt.